# شیروینتا
شیروینتا (لیتوانیایی: Širvinta) رودی است که در لیتوانی جریان دارد.